# 科斯塔·马诺伊洛维奇
科斯塔·马诺伊洛维奇（1890年12月4日—1949年11月2日）是塞尔维亚作曲家、民族音樂學家、教育家和合唱指挥家，他致力于对塞尔维亚和巴尔干地区音乐的研究。他是塞尔维亚作曲家斯特凡·莫克拉尼亞茨和斯特凡·赫里斯蒂奇的学生。第一次世界大战中，马诺伊洛维奇跟随败退的塞尔维亚军队撤退至科孚岛，组建了塞尔维亚军乐团（Serbian Army Choir），并重制了在战争中遗失的乐谱。1919年，马诺伊洛维奇返回塞尔维亚本土并被任命为贝尔格莱德第一歌唱协会（First Belgrade Singing Society）的指挥。1937年，他在老师赫里斯蒂奇和佩塔爾·斯托亞諾維奇的支持下创办了音乐学院（Academy of Music）。马诺伊洛维奇在56岁时退休。马诺伊洛维奇生前收集并发布关于他老师的音乐作品，却没有发布过他本人的作品、歌词或其他许多有价值的民間音樂唱片。

## 早年
科斯塔·马诺伊洛维奇于1890年12月4日出生在大普拉納。小学毕业后，他继续在圣萨瓦神学院（Saint Sava）学习，并于1910年在该校毕业。马诺伊洛维奇随后就读于一塞尔维亚音乐学院（现今的科斯塔·马诺伊洛维奇音乐学院）并师从于莫克拉尼亞茨。从1910年到1912年，他先后在丘普里亞和贝尔格莱德执教。马诺伊洛维奇于1912年获得了继续在莫斯科和慕尼黑学习的奖学金，但他的音乐研究因为巴尔干战争的缘故而两次中断。第一次世界大战期间，他加入了塞尔维亚军队通过阿尔巴尼亚地区的战略性的大撤退，马诺伊洛维奇最终在科孚岛上驻扎下来，并于1916年在该地创建了一个军乐团。马诺伊洛维奇于1917年前往牛津大学学习，其中声乐的複音音樂对其影响颇深，并在1919年于该校毕业时创作了《巴比伦河之上》（On the Rivers of Babylon）。

## 职业生涯
第一次世界大战开始后，马诺伊洛维奇开始在克拉古耶瓦茨创作《满山礼拜》（Liturgija za muški hor），马诺伊洛维奇于1916年在阿尔巴尼亚的军队医院修养期间中完成该作品的创作工作。1919年至1939年期间，马诺伊洛维奇担任了贝尔格莱德合唱团（Belgrade Choral Society）的合唱团团长。马诺伊洛维奇对有关教会歌唱历史的作品十分熟悉，他十分热衷于研究塞尔维亚古物并对相关的出版物展现出了极大的兴趣，其中便包括迪米特里耶·鲁瓦拉克的论文。他还关注当代歌唱实践状况的论文，如教会圣歌的选集。
1919年，马诺伊洛维奇成为贝尔格莱德第一歌唱协会的指挥，同时还担任贝尔格莱德爱乐乐团（1923-1940年）和南斯拉夫合唱联盟（1926-1932年）的执行秘书。他参与建立了南斯拉夫音乐作家协会（Society of Yugoslav Music Authors）。马诺伊洛维奇在贝尔格莱德音乐学院的建立过程中也发挥了重要作用，他在1937-1939年间担任第一任校长，马诺伊洛维奇一直在该校执教直到1946年因为政治原因而被迫退休。
马诺伊洛维奇同斯特凡·莫克拉尼亞茨、科尼利厄斯·斯坦科维奇、佩塔爾·孔約維奇、佩塔爾·斯托亞諾維奇和斯特凡·赫里斯蒂奇一道被认为是创作塞尔维亚宗教音乐的第一批作曲家。与他同时代的作曲家中，马诺伊洛维奇被认为是传统主义者，而如约西普·斯托切尔-斯拉文斯基这样的塞尔维亚（實為克羅地亞人）作曲家则被认为是现代主义者。1933年，马诺伊洛维奇根据阿尔巴尼亚民歌创作了六首合唱歌曲集，名为《斯坎德培之歌》（The Songs from the Land of Skenderbeg）
科斯塔·马诺伊洛维奇于1949年11月2日在贝尔格莱德逝世。

## 文献
- Anon. . Muzička škola "Kosta Manojlović". 1989  [2021-02-17]. （原始内容存档于2014-01-01）.
- Đurić-Klajn, Stana. . Association of Composers of Serbia. 1972  [2021-02-17]. （原始内容存档于2020-06-06）.
- Koço, Eno. . Scarecrow Press. 1 January 2004  [2021-02-17]. ISBN 978-0-8108-4890-0. （原始内容存档于2014-01-01）.
- Kokole, Metoda; Zupančič, Maruša. . Založba ZRC. 2012  [2021-02-17]. ISBN 978-961-254-377-8. （原始内容存档于2014-01-01）.
- Milojković-Djurić, Jelena. . East European Monographs, Boulder. 1 January 1988  [2021-02-17]. ISBN 978-0-88033-131-9. （原始内容存档于2014-01-01）.
- Milojković-Djurić, Jelena. . Serbian Studies (Washington, D.C.: North American Society for Serbian Studies). 2002, 16 (2).
- Moody, Ivan. . Casiday, Augustine  (编). . Routledge. 2012. ISBN 978-1-136-31484-1.
- Rōmanou, Kaitē. . Intellect Books. 2009  [2021-02-17]. ISBN 978-1-84150-278-6. （原始内容存档于2014-01-01）.
- Samson, Jim. . BRILL. 23 May 2013  [2021-02-17]. ISBN 978-90-04-25038-3. （原始内容存档于2014-01-01）.